# Encyklopedia Śródziemia
Encyklopedia Śródziemia (ang. The Complete Guide to Middle-earth: from The Hobbit to The Silmarillion) – książka Roberta Fostera, pełniąca rolę przewodnika po legendarium Tolkiena.
Po raz pierwszy została wydana w 1971 r. Pierwsze polskie tłumaczenie pochodzi z 1998 r.

## Historia powstania
W 1971 r. Robert Foster opublikował książkę A Guide to Middle-earth - pierwsze systematyczne opracowanie świata Tolkiena. Autor wykorzystywał w tym celu materiały, publikowane przez siebie w amerykańskim fanzinie Niekas.
W 1978 r. ukazało się poszerzone wydanie, opublikowane pod tytułem The Complete Guide to Middle-earth. Uwzględniało ono więcej materiałów niż wcześniejsza wersja, w tym te z wydanego rok wcześniej Silmarillionu.
Kolejne, poprawione wydanie ukazało się w 2001 r., w związku z premierą filmu Władca Pierścieni: Drużyna Pierścienia Petera Jacksona.

## Opinie
Encyklopedia Śródziemia była uznana przez Christophera Tolkiena za wielką pomoc przy jego pracy nad spuścizną ojca.
W artykule dla The Times z 2022 r. Adam Roberts opisał encyklopedię jako przygnębiająco nieaktualną w świetle ogromu nowej wiedzy na temat Tolkiena i jego twórczości, dostępnej dla współczesnego czytelnika.

## Tłumaczenie
Książka została przetłumaczona na język polski przez Andrzeja Kowalskiego, Tadeusza A. Olszańskiego i Agnieszkę Sylwanowicz. Tłumaczenie oparte jest na wersji z 1978 r.